# Poinson-lès-Nogent
Poinson-lès-Nogent är en kommun i departementet Haute-Marne i regionen Grand Est (tidigare regionen Champagne-Ardenne) i nordöstra Frankrike. Kommunen ligger i kantonen Nogent som tillhör arrondissementet Chaumont. År 2022 hade Poinson-lès-Nogent 142 invånare.

## Befolkningsutveckling
Antalet invånare i kommunen Poinson-lès-Nogent
| Referens: INSEE |